# Сент-Джо (Індіана)
Сент-Джо (англ. Saint Joe) — місто (англ. town) в США, в окрузі Декальб штату Індіана. Населення — 418 осіб (2020).

## Географія
Сент-Джо розташований за координатами 41°18′54″ пн. ш. 84°54′10″ зх. д. / 41.31500° пн. ш. 84.90278° зх. д. (41.314908, -84.902812).  За даними Бюро перепису населення США в 2010 році місто мало площу 0,71 км², уся площа — суходіл. В 2017 році площа становила 0,87 км², уся площа — суходіл.

## Демографія
Згідно з переписом 2010 року, у місті мешкало 460 осіб у 157 домогосподарствах у складі 115 родин. Густота населення становила 649 осіб/км².  Було 179 помешкань (253/км²).
Расовий склад населення:
| - 95,9 % — білих - 0,9 % — азіатів |

До двох чи більше рас належало 2,8 %. Частка іспаномовних становила 3,7 % від усіх жителів.
За віковим діапазоном населення розподілялося таким чином: 32,6 % — особи молодші 18 років, 56,5 % — особи у віці 18—64 років, 10,9 % — особи у віці 65 років та старші. Медіана віку мешканця становила 33,1 року. На 100 осіб жіночої статі у місті припадало 103,5 чоловіків;  на 100 жінок у віці від 18 років та старших — 93,8 чоловіків також старших 18 років.
Середній дохід на одне домашнє господарство  становив 47 101 долар США (медіана — 44 375), а середній дохід на одну сім'ю — 50 962 долари (медіана — 48 750). Медіана доходів становила 40 667 доларів для чоловіків та 25 682 долари для жінок. За межею бідності перебувало 18,8 % осіб, у тому числі 19,0 % дітей у віці до 18 років та 2,9 % осіб у віці 65 років та старших.
Цивільне працевлаштоване населення становило 198 осіб. Основні галузі зайнятості: виробництво — 40,4 %, освіта, охорона здоров'я та соціальна допомога — 12,6 %, роздрібна торгівля — 8,6 %, будівництво — 8,6 %.